# 修道院の一覧
修道院の一覧（しゅうどういんのいちらん）はキリスト教の修道院（男子修道院・女子修道院）に関する記事項目を、教派別に記載する。教派ごとの記載順は原則として五十音順。

カトリック教会の修道会の一覧は主な修道会とその略称を参照。

## 東方教会

### 正教会（ギリシャ正教、東方正教会）
- アトス山（コンスタンディヌーポリ総主教庁）
  - シモノペトラ修道院（アトス山）
  - メギスティス・ラヴラ修道院（アトス山）

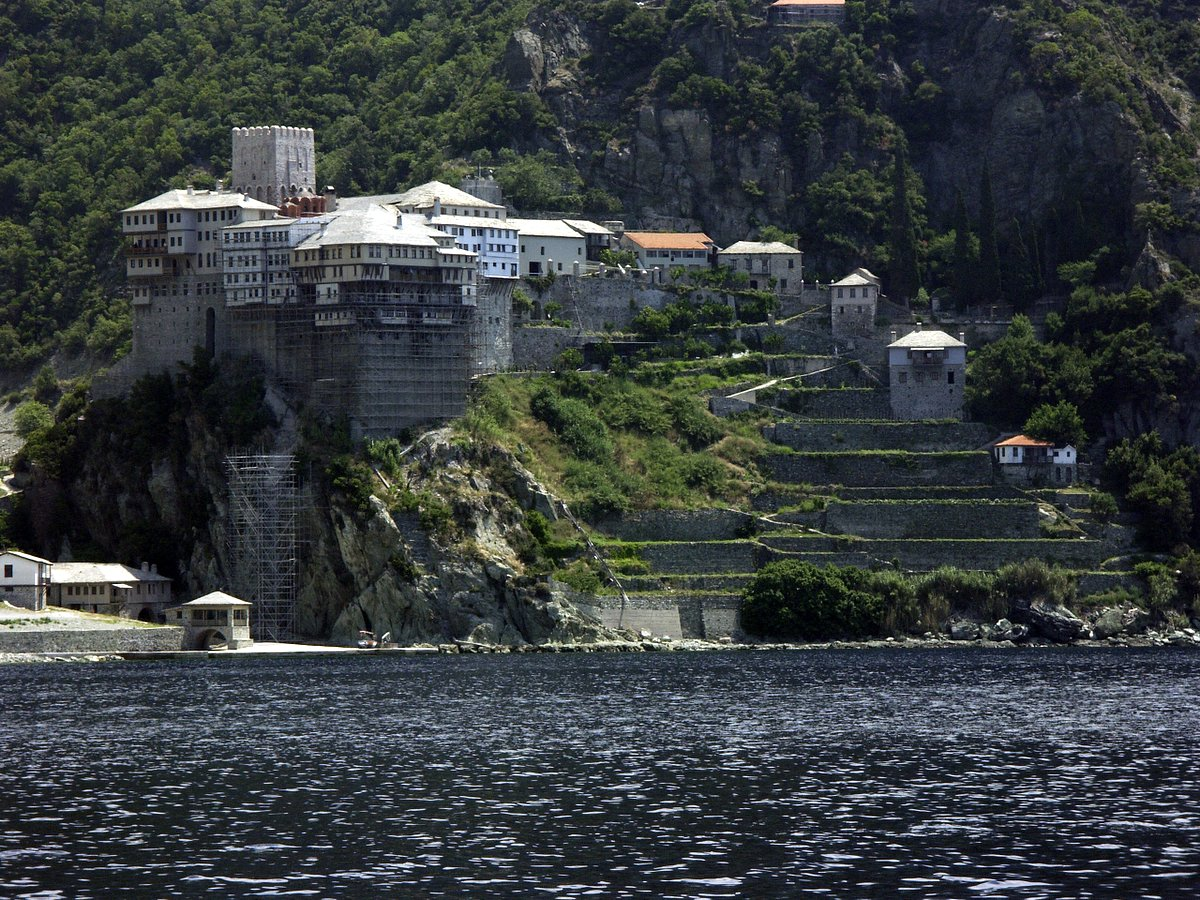
ギリシアのハルキディキ半島にある、アトス山のアギウ・ディオニシウ修道院を海上から撮影。アトス山はコンスタンディヌーポリ総主教庁に管掌されている。

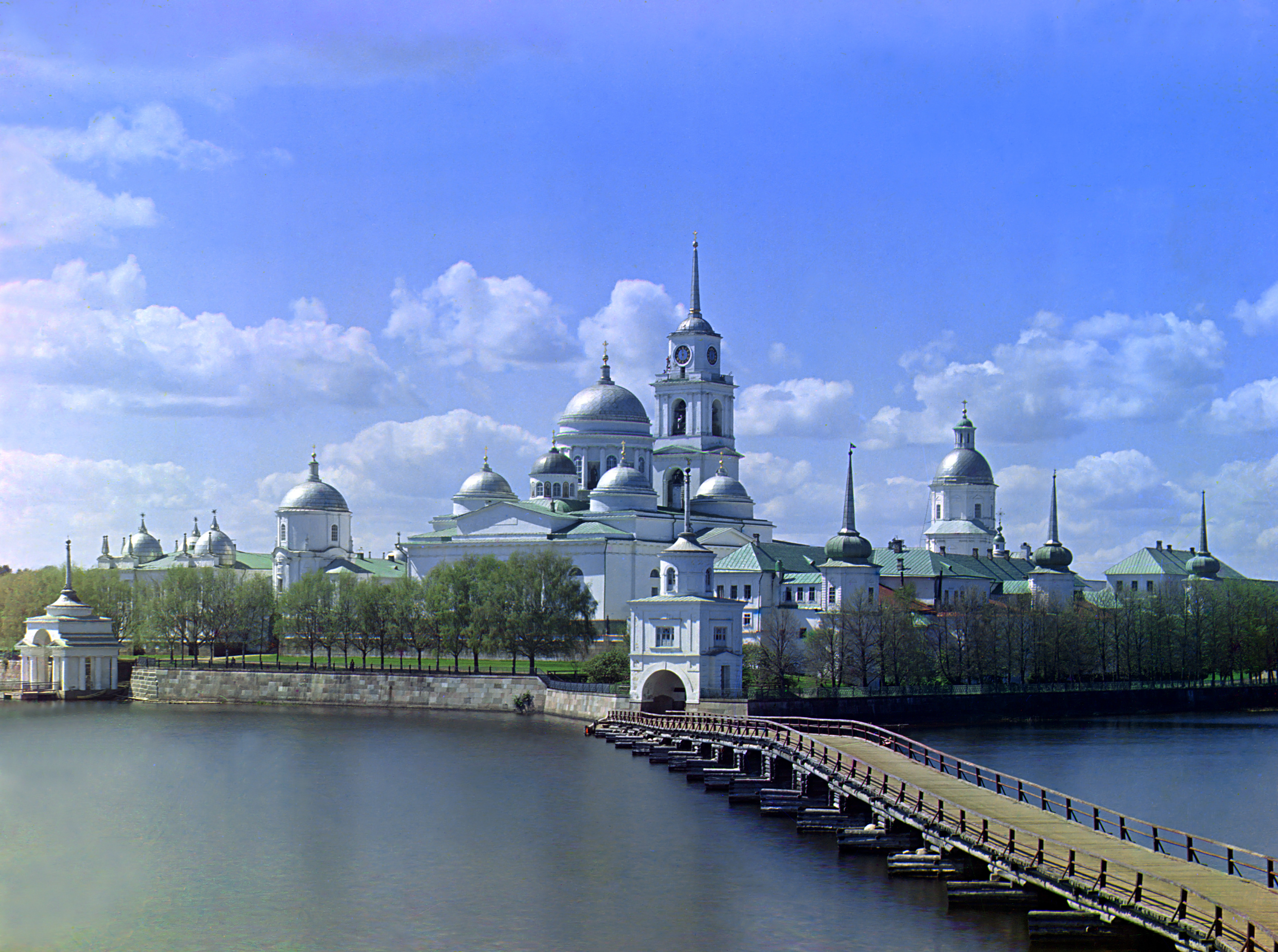
セリゲル湖の島にあるロシア正教会の聖ニル修道院。セルゲイ・プロクジン＝ゴルスキーによって1910年に撮影されたカラー写真。

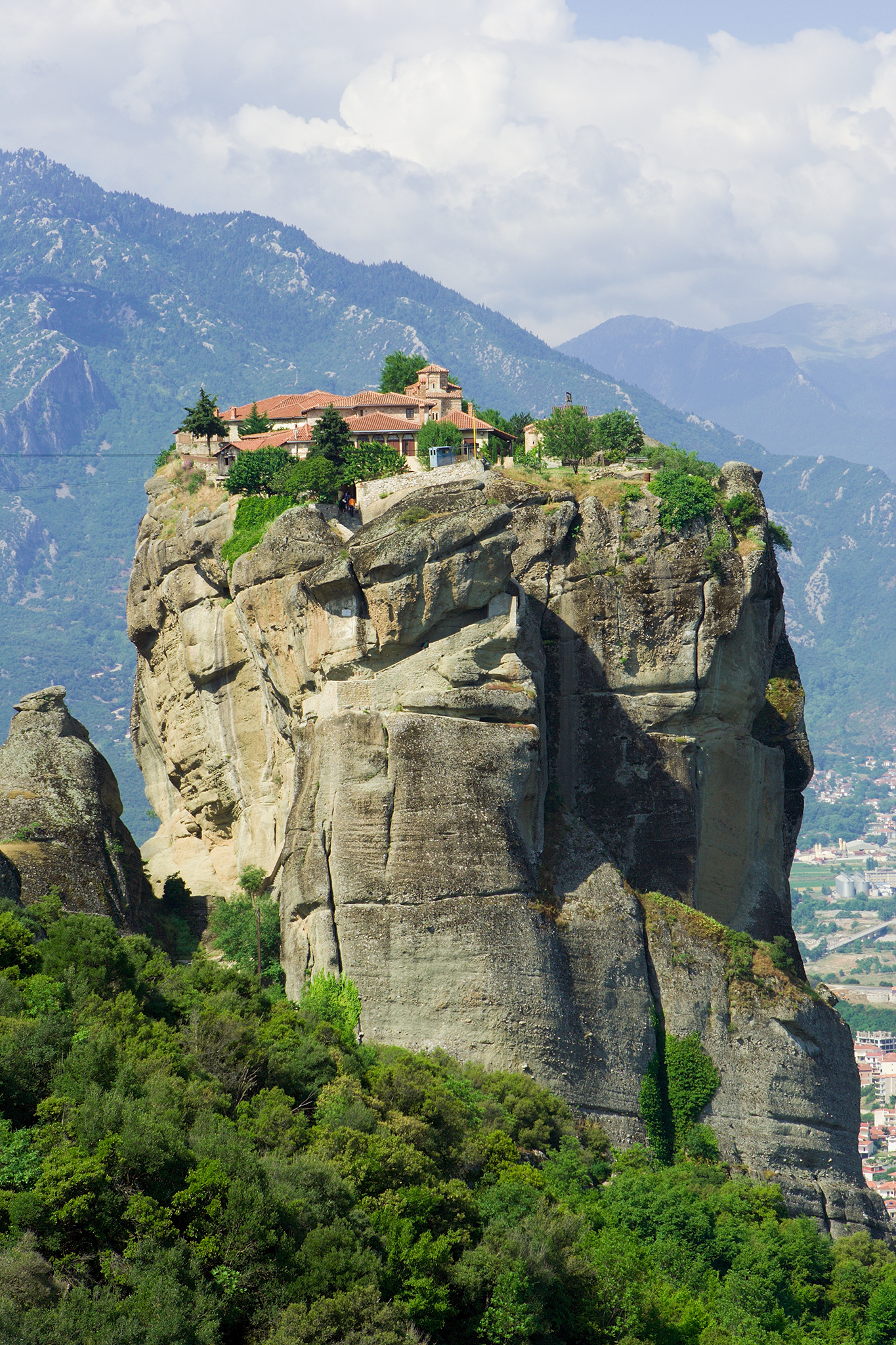
ギリシア北西部、テッサリア地方北端の奇岩の上に建設されたメテオラ。

- アルカディ修道院（クレタ島・コンスタンディヌーポリ総主教庁）
- アレクサンドル・ネフスキー大修道院（ロシア正教会）
- イヴァノヴォの岩窟教会群（ブルガリア正教会）
- ヴァラーム修道院（ロシア正教会）
- 新ヴァラモ修道院（フィンランド正教会）
- 聖カタリナ修道院（シナイ山自治正教会）
- カーリエ博物館（コンスタンディヌーポリ総主教庁）
- キエフ・ペチェールシク大修道院（ウクライナ正教会）
- シモノフ修道院（ロシア正教会）
- ジュルジェヴィ・ストゥポヴィ修道院（セルビア正教会）
- ジワリ修道院（グルジア正教会）
- ゲラティ修道院（グルジア正教会）
- 神学者聖ヨハネ修道院と黙示録の洞窟を含むパトモス島の歴史地区 (ホーラ)（ギリシャ正教会）
- ストゥデニツァ修道院（セルビア正教会）
- 至聖三者聖セルギイ大修道院（ロシア正教会）
- 生神女就寝ポチャイフ大修道院（ウクライナ正教会）
- 神現修道院 (モスクワ)（ロシア正教会）
- ソポチャニ修道院（セルビア正教会）
- ソロヴェツキー修道院（ロシア正教会）
- ダフニ修道院、オシオス・ルカス修道院、ヒオス島のネア・モニ修道院（ギリシャ正教会）
  - オシオス・ルカス修道院
  - ダフニ修道院
  - ネア・モニ修道院
- デチャニ修道院（セルビア正教会）
- ノヴォデヴィチ女子修道院（ロシア正教会）
- フェラポントフ修道院（ロシア正教会）
- プトナ修道院（ルーマニア正教会）
- ペーチ総主教修道院（セルビア正教会）
- ホレズ修道院（ルーマニア正教会）
- メテオラ（ギリシャ正教会）
- リラ修道院（ブルガリア正教会）
- リントゥラ至聖三者女子修道院（フィンランド正教会）

## 西方教会

### カトリック教会（ローマ・カトリック、公教）

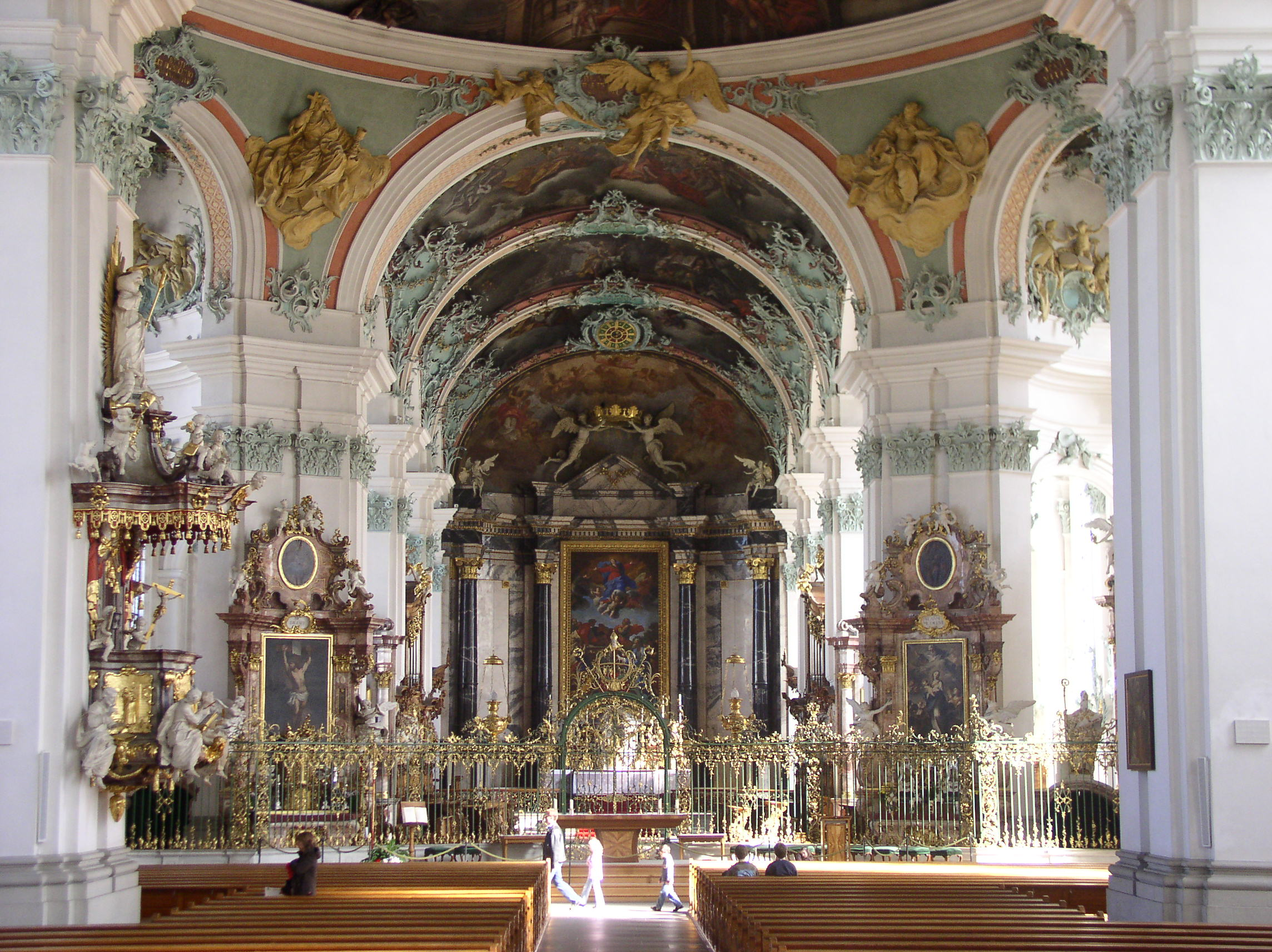
スイスのザンクト・ガレン修道院（ベネディクト会）の聖堂内観

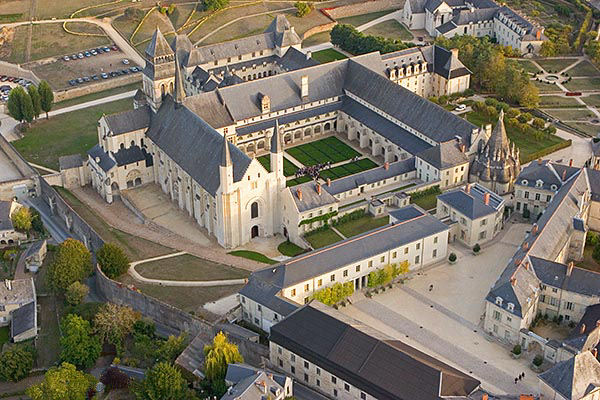
フランス・アンジュー地方のフォントヴロー修道院の全景

- アッシジ、フランチェスコ聖堂と関連修道施設群（イタリア）
- アルコバッサ修道院（ポルトガル・厳律シトー会）
- ヴァドステーナ修道院（スウェーデン・聖アウグスチノ修道会）
- エル・エスコリアル修道院（スペイン）
- エヒタナハ修道院（ルクセンブルク）
- 大分トラピスト修道院（日本・厳律シトー会）
- 聖オーガスティン修道院（イギリス・ベネディクト会）
- カルモ修道院（ポルトガル・カルメル会）
- グランド・シャルトルーズ修道院（フランス・カルトジオ会）
- クリュニー修道院（フランス・ベネディクト会）
- サン・ヴィセンテ・デ・フォーラ修道院（ポルトガル・聖アウグスチノ修道会）
- サン＝マルタン・デュ・カニグー修道院（フランス・ベネディクト会）
- サン・ミジャンのユソ修道院とスソ修道院（スペイン）
- サン＝サヴァン・シュル・ガルタンプ修道院付属教会（フランス・17世紀以降サン・モール修道会）
- ザンクト・エメラム修道院（ドイツ・ベネディクト会）
- ザンクト・ガレン修道院（スイス・ベネディクト会）
- ザンクト・ヨハン修道院（スイス・ベネディクト会）
- サンタ・クルース修道院（ポルトガル・聖アウグスチノ修道会）
- サンタ・マリア・デ・グアダルーペ王立修道院（スペイン・聖アウグスチノ修道会、フランシスコ会）
- ジェロニモス修道院（ポルトガル）
- 多治見修道院（日本・神言会）
- ティバエス修道院（ポルトガル・ベネディクト会）
- トマールのキリスト教修道院（ポルトガル・テンプル騎士団）
- トラピスチヌ修道院（日本・厳律シトー会）
- トラピスト修道院（日本・厳律シトー会）
- パドゥーラ修道院（イタリア・カルトジオ会）
- バターリャ修道院（ポルトガル・ドミニコ会）
- パンノンハルマの大修道院（ハンガリー・ベネディクト会）
- ファウンテンズ修道院（イングランド・厳律シトー会）
- フォントヴロー修道院（フランス・フォントヴロー修道会）
- フォントネーのシトー会修道院（フランス・シトー会）
- フランドル地方のベギン会修道院群（ベルギー・ベギン会）
- ポブレー修道院（スペイン・厳律シトー会）
- ポポカテペトル山腹の16世紀初頭の修道院群（メキシコ・ドミニコ会・フランシスコ会・アウグスティノ会）
- ポール・ロワイヤル修道院（フランス・厳律シトー会）
- マウルブロン修道院（ドイツ・厳律シトー会）
- モン・サン＝ミシェル（フランス・ベネディクト会）
- モンテ・カッシーノ
- ユステ修道院（スペイン・ヒエロニムス会）
- ラ・トゥーレット修道院（フランス）
- ランスのノートルダム大聖堂、サン＝レミ旧大修道院、トー宮殿（廃絶・フランス・ベネディクト会）
- ル・トロネ修道院（フランス・シトー会）
- レイレ修道院（スペイン・ベネディクト会）
- レオナルド・ダ・ヴィンチの『最後の晩餐』があるサンタ・マリア・デッレ・グラツィエ教会とドメニコ会修道院（イタリア・ドミニコ会）
- ロルシュ修道院（ドイツ）
- ロンドン・チャーターハウス（イギリス・カルトジオ会）

#### ケルト系キリスト教
- アイオナ修道院（スコットランド西方海上・アイオナ島）
- リンデスファーン修道院（イングランド東北部）
- シュケリッグ・ヴィヒル（アイルランド島の西方沖合）

### 聖公会
- ロムジー修道院（現在修道院としては運営されず、建物が教会として現存）
- 日本聖公会ナザレ修女会ナザレ修道院（東京都三鷹市）
- ナザレ修女会沖縄支部
- 神愛修女会聖マリア院

### ルーテル教会
- マリア福音姉妹会